# Oropsylla hirsuta
Oropsylla hirsuta är en loppart som först beskrevs av Baker 1895.  Oropsylla hirsuta ingår i släktet Oropsylla och familjen fågelloppor. Inga underarter finns listade i Catalogue of Life.